# Carl Johan Svensén
Carl Johan Svensén (i riksdagen kallad Svensén i Lilla Sinnerstad), född 26 oktober 1823 i Ålem, död 28 september 1883 i Tveta, var en svensk lantbrukare och riksdagsman. Svärson till riksdagsmannen Jonas Peter Danielsson, far till skriftställaren Emil Svensén och arkitekten Rudolf Svensén (1856 Tveta –1940).
Carl Johan Svensén, som kom från en bondesläkt, övertog 1846 ett hemman i Lilla Sinnerstad i Tveta. Han var också ledamot av Kalmar läns norra landsting 1865–1876 samt 1881–1882, och var även aktiv i den lokala sparbanksrörelsen.
Han företrädde bondeståndet i Aspelands och Handbörds härader vid ståndsriksdagarna 1859/60, 1862/63 samt 1865/66, och var ledamot i andra kammaren för Aspelands och Handbörds domsagas valkrets 1867–1869 samt från 1876 till sin död 1883. År 1867 tillhörde han Ministeriella partiet, men han var snart en av stiftarna av Nyliberala partiet där han kvarstod under återstoden av mandatperioden. I likhet med många åsiktsfränder från det gamla bondeståndet var han till en början kylig mot Lantmannapartiet, men vid återinträdet i riksdagen 1876 anslöt han sig dock till detta, som under mellantiden mera närmat sig hans åsikter. Han kvarstod sedan i Lantmannapartiet resten av sin riksdagstid. I riksdagen var han bland annat ledamot av statsutskottet 1867 och 1876, lagutskottet 1879 samt konstitutionsutskottet 1880–1883.
Carl Johan Svensén var i riksdagen starkt engagerad för ett antal liberala frihetskrav, såsom upphävande av kyrkans makt över skolväsendet och avskaffande av indelningsverket. Vid 1862 och 1865 års ståndsriksdagar verkade han framgångsrikt för stärkande av kvinnans ställning, och han fortsatte sedan att driva bland annat att systemet med giftoman skulle avskaffas och att gifta kvinnors rättigheter skulle förbättras. Bland hans övriga reformkrav kan också nämnas avskaffande av teatercensuren, samt försäljning av statlig mark för att öka de självständiga mindre jordägarnas antal. Hans viktigaste politiska insats under de sista åren var ett av andra kammaren två gånger, 1882 och 1883, bifallet förslag om upphävande av kyrkomötets vetorätt.